# Mia Aegerter
Myriam Aegerter, conosciuta come Mia Aegerter (Friburgo, 9 ottobre 1976), è una cantante e attrice svizzera.

## Biografia
Mia Aegerter è cresciuta in una famiglia di artisti: sua madre, un'insegnante di chitarra, e suo padre, un batterista, suonano in una band. Mia ha imparato a suonare la chitarra nell'infanzia, e ha presto iniziato a scrivere e comporre canzoni. Dopo la maturità si è trasferita a Monaco di Baviera, dove ha studiato canto, ballo e recitazione. Ha iniziato a recitare nella soap opera Gute Zeiten, schlechte Zeiten nel 2000, rimanendo nel cast per tre anni.
Nella primavera del 2003 ha pubblicato il suo singolo di debutto U Don't Know How to Love Me su etichetta discografica Ariola Records. Il brano ha ottenuto discreto successo, raggiungendo la 19ª posizione nella classifica svizzera e il 78º in quella tedesca. Ha seguito un secondo singolo, Hie u jetzt (Right Here Right Now), pubblicato nell'estate successiva, che ha conquistato il 5º posto in Svizzera e ha trascorso 36 settimane nella top 100. Il terzo singolo So wie i bi, uscito a settembre 2004, ha raggiunto il 4º posto e ha anticipato l'album di debutto omonimo della cantante. Il disco è arrivato al 5º posto nella classifica settimanale degli album più venduti in Svizzera.
A febbraio 2005 la cantante è stata una dei dieci concorrenti di Germany 12 Points!, il programma per la ricerca del rappresentante tedesco per l'Eurovision Song Contest 2005, proponendo il suo nuovo singolo Alive. Pur non classificandosi per la finale a due, il singolo ha goduto di moderato successo commerciale, arrivando 36º in Svizzera e 92º in Germania. Il 2005 ha visto la cantante impegnata in varie tournée e partecipazioni a festival svizzeri e tedeschi.
A maggio 2006 è uscito Meischterwärk, il singolo di lancio per il secondo album della cantante, dal sound marcatamente rock. Il brano non ha ottenuto il successo sperato, fermandosi al 55º posto in classifica in Svizzera e sparendo dalla top 100 dopo due settimane. L'album Vo Mänsche u Monschter / Of Humans & Monsters ha invece raggiunto il 21º posto.
Il terzo album della cantante, Chopf oder Buuch, è uscito a gennaio 2009, anticipato dal singolo Land in Sicht. L'album ha debuttato al 17º posto nella Schweizer Hitparade. È stato seguito da un quarto album nel 2012, Gränzgängerin (33º in classifica), e da un quinto nel 2017, Nichts für Feiglinge, che ha debuttato alla 60ª posizione ed è stato il primo album interamente scritto e composto dalla cantante.

## Discografia

### Album in studio
- 2004 – So wie i bi / The Way I Am
- 2006 – Vo Mänsche u Monschter / Of Humans & Monsters
- 2009 – Chopf oder Buuch
- 2012 – Gränzgängerin
- 2017 – Nichts für Feiglinge

### Singoli
- 2003 – U Don't Know How to Love Me
- 2003 – Hie u jetzt (Right Here Right Now)
- 2004 – So wie i bi
- 2005 – Alive
- 2006 – Meischterwärk
- 2009 – Land in Sicht
- 2012 – Du bisch mini Heimat (feat. Polo Hofer)
- 2018 – Who I Am (con Christopher Hawkins)

## Filmografia

### Cinema
- Achtung, fertig, Charlie!, regia di Mike Eschmann (2003)
- In Formatica, regia di Matthias Lang (2007)
- Hinter Kaifeck, regia di Esther Gronenborn (2009)

### Televisione
- Gute Zeiten, schlechte Zeiten, soap opera (2000-2003)
- Leben auf Kredit, film TV, regia di Sascha Weibel (2005)
- Marco Rima Show, programma TV (2007)
- Chiamata d'emergenza (112 – Sie retten dein Leben), soap opera (2008)
- Spaghetti für Zwei, cortometraggio, regia di Matthias Rosenberger e Betina Dubler (2009)
- Die Fahnderin, film TV, regia di Züli Aladag (2014)